# Patricia León Guerrero
Patricia León es una artista plástica, pintora, productora cultura, trabajadora en desarrollo humano ecuatoriana que ha marcado en el arte ecuatoriano incluyendo cacao y como una gestoral cultural que contribuyó en varias investigaciones sobre este fruto.

## Biografía
Nació en Guayaquil en el año 1925, donde comenzó su vida profesional en la escuela Urdesa. En 1964 empezó a estudiar en colegio nuestra madre de la Merced Guayaquil hasta el año 1971. En el año 1979, se graduó en las carreras de psicología y educación en la. UCSG Universidad católica de Guayaquil. Ha trabajado en varios proyectos públicos de la Espol y en responsabilidad social del campo petrolero Gustavo Galindo Ancón hasta el 2012 y líneas de desarrollo de proyectos comunitarios rurales en las provincias de Guayas, Los Ríos y El Oro en torno al ecosistema del cacao Nacional entre el 2002 hasta la actualidad. Su pasión por la "pepa de oro" busca recuperar arte y saber es de las culturas agrícolas del fruto nativo. León investigó sobre este fruto en específico por más de 20 años. En 2002 empezó un nuevo trabajo en Casa taller de arte Patricia León Guerrero. Junto a otros artistas en el año 2004 organiza el colectivo Artepasión. Desde adolescente, la emprendedora estuvo vinculada con el mundo artístico, los frutos y granos. Por esta razón, la joven emprendedora desarrolló la idea de usar la baba de cacao como uno de los materiales para sus proyectos artísticos. León comenzó a tener ideas para abrir un negocio el cual sea un lugar dedicado solamente a la producción y distribución de cacao, luego de haber cumplido con su objetivo, León también tenía la idea de exponer su creación al Ecuador donde los turísticas y ecuatorianos puedan acceder libremente. Sin embargo, debido limitaciones de capital y lugar idóneo agrícola se instaló con un nuevo proyecto Ciudad Cacao o Ciudad Cacau LoungeArt& chocolate en la ciudad de Guayaquil.
León siguió dedicada a su pasión artística pero aún con la idea de que algún día logrará emprender su proyecto.
Debido a su creciente necesidad de compartir el conocimiento con los demás creó el Festival Theobrama Cacao Libertus en el mismo año junto a cuatro amigos; El evento buscó vincular al público con el mundo del cacao, por medio de actividades artísticas y charlas. Se organizó de nuevo en el 2006, 2007 y 2009. Su idea era retomar el festival y motivar a más personas a emprender y crear productos con base en el cacao”.  Más tarde, se asoció a Marcelo Cabrera  para crear el proyecto "CIUDAD CACAU- LOUNGE ART CHOCOLAT"  en 2011. Además de su vida profesional como emprendedora de cacao, León nunca dejó de lado su parte artística, ella realizó varias exposiciones de pintura individualmente como también de forma grupal.
En 2012 Patricia fue parte de mi amigo Poeta de la LOMA, Los Rìos Húmeda y fèrtil y participó en la recuperación de saberes y productos artesanales de nuestro litoral jueves 24 de mayo.
León ha realizado investigaciones sobre el cacao durante más de 20 años. Algunas de las más importantes las realizó en la Escuela Politécnica del Litoral (Espol), desde el 2004. Desde ese año trabajó en proyectos de responsabilidad social del bloque petrolero Espol-Ancón hasta el 2011; para lograrlo visitó comunidades de la Costa ecuatoriana que se dedican a la producción de cacao, como la comunidad de Morrillo (Santa Elena), donde aprendió junto a mujeres nativas de la zona, a elaborar vasijas de cerámica que se utilizan para moler los granos de cacao. La más reciente creación de esta artista es la creación de un gel exfoliante facial elaborado con base en manteca de cacao la cual suavizará la piel, lo hidratará y lo dejará con un aroma irresistible al consumidor quien lo utilice. Esto lo creó junto a su amigo donde lo comercializan en Ciudad Cacau con el objetivo de que las personas puedan apreciar más el cacao con sus respectivos beneficios.

## Trabajo artístico
La artista realizó sus estudios en el Colegio de Bellas Artes para después continuar con su aprendizaje de manera autodidacta. Patricia León Guerrero ha realizado varias exposiciones de pintura de manera grupal e individual. Entre ellas “Amazonia” del 2002 que fue expuesta en la Alianza Francesa Guayaquil. En el año 2006  realizó la exposición llamada “Mujeres Montubias, Mujeres de Campo” en Caracas Venezuela. Dos años más tarde, en el 2008 en la exhibición colectiva rural de Arte Ecoplayas Actores culturales, realizó su presentación basada en la recuperación del ecosistema del cacao y elaborados. En el 2010 realizó una recuperación de saberes cerámica utilitaria en el Museo Amantes de Sumpa en Santa Elena.
En este mismo año  una exposición en la Universidad Católica de Guayaquil. La exposición llamada “Experiencias Vitales” estaba compuesta de 40 trabajos, entre pinturas, arte objeto y dos instalaciones. Para este trabajo la artista utilizó materiales reciclados como papel, cartulina, figuras de yeso utilizados en fiestas y arena. Menciona que cerca de 15 cuadros “abordan la importancia que tiene el papel tanto como soporte de una creación pictórica y como un elemento que brinda textura, volumen dentro de un collage”. La artista también se refirió a este trabajo como “el mundo urbano y, asimismo, urbano-rural con los que convivo”

## Artes plásticas en cacao
Desde adolescente, ha estado vinculada con el mundo artístico. Incluso, desarrolló la idea de usar la baba del cacao como uno los materiales para la elaboración de sus cuadros. 
Al preguntar a la artista sobre su relación con el fascinante mundo del cacao, expresa que no encuentra un momento determinado en su vida en la que pueda enmarcar el inicio de su vínculo. «Mi vida toda tiene que ver con los olores del campo, especialmente con el del cacao»: esto se debe a la herencia de conocimiento de su familia, que ha estado vinculada con el cultivo del cacao a lo largo de los años.
Es esta pasión por la ‘pepa de oro’ la que la llevó a emprender un proyecto para recuperar la cultura de este fruto. Se trata de Ciudad Cacau, un espacio para degustar este producto y conocerlo a fondo. 
Presentó una doble figura de mujer elaborada con chocolate, en su exhibición “Experiencias vitales” que puede personificarse en la autora o en cualquier otra mujer, ya que representa la doble faz en la vida de una persona, la vida profesional y la personal. Así mismo haberla realizado con el dulce significa «evocar lo que somos, lo que producimos, lo que es nuestro y de lo que debemos sentirnos orgullosos».

## Investigaciones
León lleva más de 20 años haciendo investigaciones sobre este fruto. Algunas de las más importantes las llevó a cabo en la Escuela Politécnica del Litoral (Espol), en proyectos de responsabilidad social del bloque petrolero Espol-Ancón. 
Así mismo, visitó comunidades de la Costa ecuatoriana que se dedican a la producción de cacao. En la comunidad de Morrillo (Santa Elena), aprendió junto con las mujeres nativas de la zona a elaborar las vasijas de cerámica que se utilizan para moler los granos del fruto.
A medida que iba sabiendo más de las utilidades, historia y beneficios económicos que se pueden generar con el  fruto, descubrió la necesidad de compartirlo con las sociedad: debido a ello creó el Festival Theobrama Cacao Libertus, cuya finalidad era vincular al público con el mundo del cacao mediante actividades artísticas y charlas.